# Sächsische Flügeltaube
| Sächsische Flügeltaube                      | Sächsische Flügeltaube                     |
| ELRT-Nr. 0469                               | ELRT-Nr. 0469                              |
| ------------------------------------------- | ------------------------------------------ |
| Rassengruppe                                | Farbentauben                               |
| Standardbestimmend im Europäischen Verband: | VDT im Bund Deutscher Rassegeflügelzüchter |
| Liste von Haustaubenrassen                  |                                            |

Die Sächsische Flügeltaube ist eine sehr alte Rasse der Haustaube. Ihr Federkleid erinnert an Schuppen.

## Geschichte
Die ersten Abbildungen dieser Taubenrasse sind auf Ölgemälden des 16. Jahrhunderts zu finden. Im späten 16. Jahrhunderts und Anfang des 17. Jahrhunderts wurde diese Rasse klar züchterisch von den Schildtauben abgegrenzt. Ein erster Name für diese neue Rasse war Schwalbentaube. Die ersten reinweißen Exemplare der Rasse Schwalbentaube waren im deutschsprachigen Raum unter dem Namen Schippentaube bekannt. Diese wurde vor allem im Erzgebirge, der Lausitz und in Thüringen gezüchtet.

## Aussehen
Die Exemplare dieser Rasse sind etwas größer als eine Feldtaube. Der Kopf hat eine hohe Stirn. Er ist glatt oder hat eine Rundhaube. Der lange, fleischfarbene Schnabel ist leicht nach unten gebogen. Die Nasenwarzen sind nur schwach ausgeprägt. Die dunklen Augen sind von einem blassen oder fleischfarbenen Rand umgeben. Die Sächsische Flügeltaube hat eine breite Brust und breite Schultern. Der lange Rücken fällt leicht zum Schwanzende hin ab. Diese Rasse hat nur schmale Flügel. Durch ihre Körperform sieht es optisch bei ruhenden Tauben dieser Rassen aus, als ob sie mit ihrem Bauch auf dem Boden aufsitzen würden.

### Farben
Es gibt diese Rasse in folgenden Farbschlägen: schwarz, rot, gelb, hellblau, dunkelblau silbern mit weißen oder schwarzen Binden, Silber ohne Binden, gehämmert, gelercht, weiß geschuppt. Die Grundfarbe dieser Rasse ist immer weiß.

## Fehler
Als Fehler gelten zu kleine oder unvollständige Federhaube. Auch fleckige Federn, ein schwarzer Schnabel sowie schwarze Augenringe entsprechen nicht dem Rassestandard.

## Andere Rassen
Die Schlesische Flügeltaube hatte farbige Latschen (Federbusch an den Beinen), farbige Flügel und einen völlig weißen Kopf. In Bayern hieß diese Rasse mit schmalen Flügeln Feentaube oder Venustaube. Es gab sie in folgenden Farbschlägen: rot, gelb, himmelblau, schwarz und silberfarben. Diese Rassen sind mittlerweile ausgestorben.